# فيكتور بابلو
فيكتور بابلو (8 أغسطس 1970 بمانيلا في الفلبين - ) هو لاعب كرة سلة فلبيني في مركز هجوم صغير الجسم. لعب مع تي إن تي كاتروبا.